# William Olsson (regissör)
William Sten Olsson, född 1 maj 1977 i Göteborg, är en svensk filmregissör, manusförfattare och filmproducent. 
Olsson har studerat litteraturvetenskap vid Stockholms universitet samt filmproduktion vid Stockholms Filmskola och University of Southern California. Han har gjort flera kortfilmer i USA och långfilmsdebuterade 2005 med Resenären, en svensk-tysk lågbudgetproduktion om en student som reser till Berlin. År 2009 regisserade han den amerikanska långfilmen An American Affair, som utspelar sig på 1960-talet. Olssons nästa film Förtroligheten hade premiär vid Göteborg International Film Festival 2013 och vann Stora Priset för bästa film samt pris för bästa manus och foto vid Shanghai International Film Festival samma år.
Olsson är son till Stenakoncernens koncernchef Dan Sten Olsson och sonson till Sten A. Olsson.

## Filmografi
- 2004 – L.A. Dream (kortfilm)
- 2005 – Resenären
- 2006 – Rosa (kortfilm)
- 2009 – An American Affair
- 2013 – Förtroligheten
- 2016 – Swiss Army Man [producent]
- 2018 – I'm Not a Bird